# SN 2005fu
SN 2005fu – supernowa typu Ia odkryta 14 września 2005 roku w galaktyce A025032+0048. W momencie odkrycia miała maksymalną jasność 21,00m.